# Montagne de Faraut
La montagne de Faraut (de Faraud ou encore Féraud) est une montagne du massif du Dévoluy située dans le département des Hautes-Alpes ; son extrémité septentrionale s'étend jusqu'à celui de l'Isère. Elle constitue la frontière naturelle entre les vallées du Drac et de la Souloise, faisant respectivement partie des microrégions du Champsaur et du Dévoluy. Cette chaîne s'étend sur 8 kilomètres de long, culminant à la tête du Collier (2 568 mètres) sur les communes du Glaizil et de Dévoluy dans les Hautes-Alpes.

## Géographie

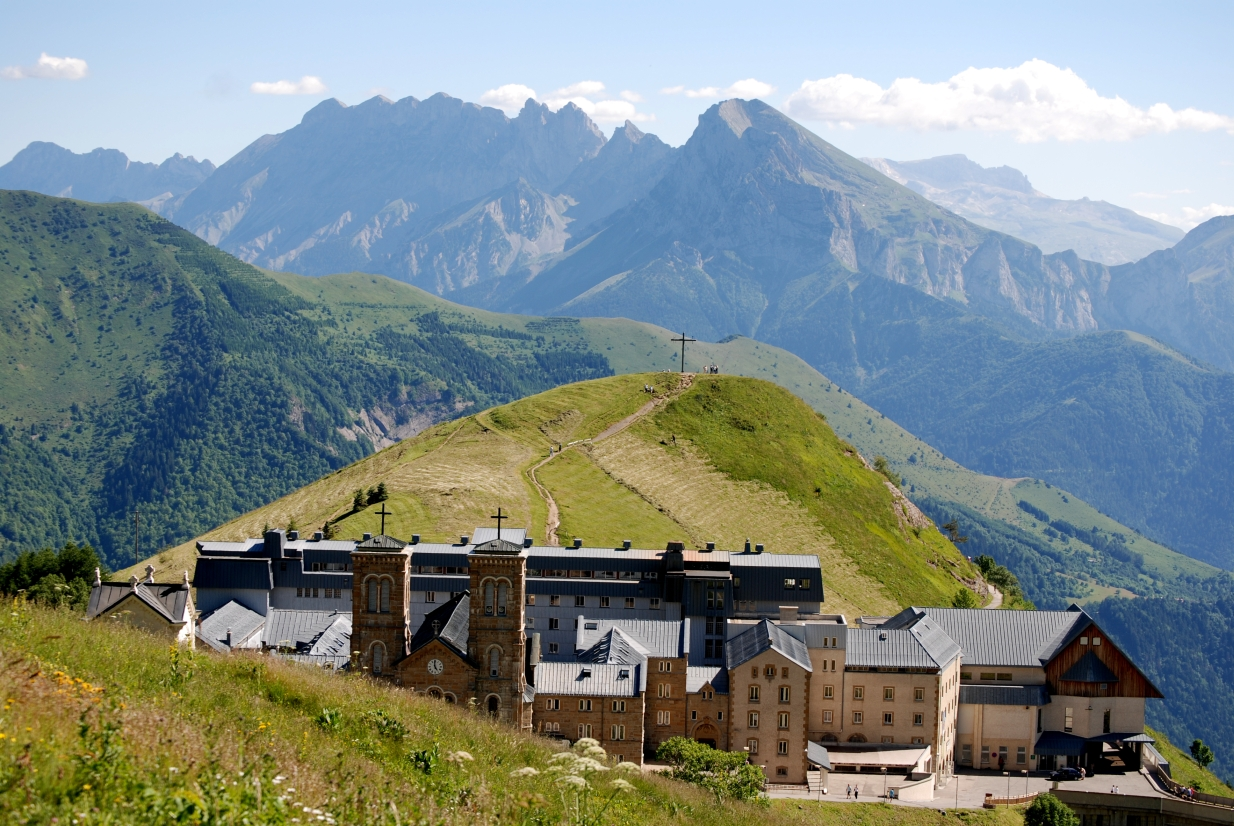
Vue de la montagne de Faraut en arrière-plan depuis le sanctuaire de Notre-Dame de la Salette.
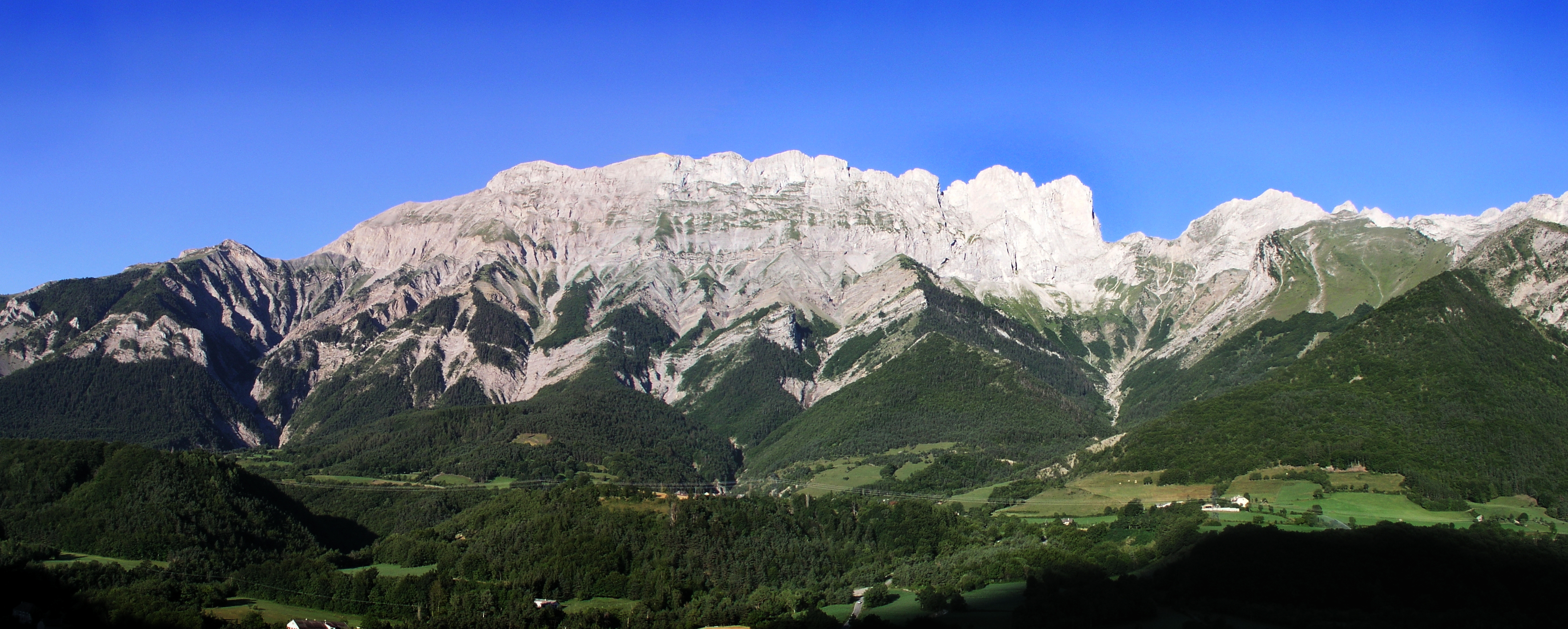
Brèche et montagne de Faraut vues depuis Chauffayer.